# 2,2,2-Trifluoroetanol
2,2,2-Trifluoroetanol je nevodeni korastvarač koji služi kao sredstvo za izučavanje savijanja proteina. Takođe se koristi za razne farmaceutske, hemijske i inženjerske svrhe.

## Spoljašnje veze
|  | Molimo Vas, obratite pažnju na važno upozorenje u vezi sa temama iz oblasti medicine (zdravlja). |